# Filmfestival van Venetië 2025
Het 82ste Filmfestival van Venetië is een internationaal filmfestival dat zal plaats vinden in Venetië, Italië van 27 augustus tot en met 6 september 2025. De Italiaanse actrice en model Emanuela Fanelli zal de gastvrouw van de openings- en slotceremonie zijn.
Op 28 april 2025 werd aangekondigd dat de Amerikaanse filmmaker Alexander Payne de rol van juryvoorzitter op zich zou nemen.
De Duitse filmmaker Werner Herzog en de Amerikaanse actrice Kim Novak ontvangen tijdens het festival de "Gouden Leeuw voor Lifetime Achievement".
La grazia, geregisseerd door Paolo Sorrentino, werd geselecteerd als openingsfilm van het festival. Chien 51 van Cédric Jimenez werd geselecteerd als slotfilm.

## Jury

### Internationale competitie (Venezia 82)[6]
| Naam    | Naam                             | Beroep                                      | Land             |
| ------- | -------------------------------- | ------------------------------------------- | ---------------- |
| nothumb | Alexander Payne (juryvoorzitter) | Filmregisseur                               | Verenigde Staten |
| nothumb | Stéphane Brizé                   | Filmregisseur, scenarioschrijver            | Frankrijk        |
| nothumb | Maura Delpero                    | Filmregisseur, scenarioschrijfster          | Italië           |
| nothumb | Cristian Mungiu                  | Filmregisseur, scenarioschrijver, producent | Roemenië         |
| nothumb | Mohammad Rasoulof                | Filmregisseur, scenarioschrijver, producent | Iran             |
| nothumb | Fernanda Torres                  | Actrice, schrijfster                        | Brazilië         |
| nothumb | Zhào Tāo                         | Actrice                                     | China            |

### Horizons (Orizzonti)
- Julia Ducournau, Frans filmmaker (jurypresident)
- Yuri Ancarani, Italiaans filmmaker en video-artist
- Fernando Enrique Juan Lima, Argentiijns filmcriticus
- Shannon Murphy, Australisch filmmaker
- RaMell Ross, Amerikaans filmmaker en beeldend kunstenaar

### Venice Immersive
- Eliza McNitt, Amerikaans filmmaker (jurypresident)
- Gwenael François, Frans regisseur en producent
- Boris Labbé, Frans beeldend kunstenaar

## Officiële selectie

### Binnen de internationale competitie (Venezia 82)
De volgende films werden geselecteerd voor de internationale competitie:
| Originele titel                   | Engelse titel                | Regisseur(s)         | Land                      |
| --------------------------------- | ---------------------------- | -------------------- | ------------------------- |
| Sotto le nuvole                   | Below the Clouds             | Gianfranco Rosi      | Vlag van Italië           |
| Bugonia                           | Bugonia                      | Giorgos Lanthimos    | -                         |
| Duse                              | Duse                         | Pietro Marcello      | -                         |
| Elisa                             | Elisa                        | Leonardo Di Costanzo | -                         |
| Father Mother Sister Brother      | Father Mother Sister Brother | Jim Jarmusch         | -                         |
| Frankenstein                      | Frankenstein                 | Guillermo del Toro   | Vlag van Verenigde Staten |
| Un film fatto per Bene            | Bravo Bene!                  | Franco Maresco       | Vlag van Italië           |
| 女孩 (Nühai)                      | Girl                         | Shu Qi               | Vlag van Taiwan           |
| La grazia (openingsfilm)          | The Grace                    | Paolo Sorrentino     | Vlag van Italië           |
| A House of Dynamite               | A House of Dynamite          | Kathryn Bigelow      | Vlag van Verenigde Staten |
| Jay Kelly                         | Jay Kelly                    | Noah Baumbach        | -                         |
| 어쩔수가없다 (Eojjeol suga eopda) | No Other Choice              | Park Chan-wook       | Vlag van Zuid-Korea       |
| Árva                              | Orphan                       | László Nemes         | -                         |
| Silent Friend                     | Silent Friend                | Ildikó Enyedi        | -                         |
| The Smashing Machine              | The Smashing Machine         | Benny Safdie         | -                         |
| L'Étranger                        | The Stranger                 | François Ozon        | Vlag van Frankrijk        |
| 日掛中天 (Ri gua zhong tian)      | The Sun Rises on Us All      | Cai Shangjun         | Vlag van China            |
| The Testament of Ann Lee          | The Testament of Ann Lee     | Mona Fastvold        | -                         |
| The Voice of Hind Rajab           | The Voice of Hind Rajab      | Kaouther Ben Hania   | -                         |
| Le Mage du Kremlin                | The Wizard of the Kremlin    | Olivier Assayas      | -                         |
| À pied d'œuvre                    | At Work                      | Valérie Donzelli     | Vlag van Frankrijk        |

### Buiten competitie
De volgende films werden geselecteerd om buiten competitie te worden vertoond:
| Originele titel                                       | Engelse titel                                   | Regisseur(s)                              | Land                         |
| Fictie                                                | Fictie                                          | Fictie                                    | Fictie                       |
| ----------------------------------------------------- | ----------------------------------------------- | ----------------------------------------- | ---------------------------- |
| After the Hunt                                        | After the Hunt                                  | Luca Guadagnino                           | -                            |
| Chien 51 (slotfilm)                                   | Dog 51                                          | Cédric Jimenez                            | -                            |
| Dead Man's Wire                                       | Dead Man's Wire                                 | Gus Van Sant                              | Vlag van Verenigde Staten    |
| L'Isola di Andrea                                     | Hungry Bird                                     | Antonio Capuano                           | -                            |
| In the Hand of Dante                                  | In the Hand of Dante                            | Julian Schnabel                           | -                            |
| Den Sidste Viking                                     | The Last Viking                                 | Anders Thomas Jensen                      | -                            |
| Orfeo                                                 | Orfeo                                           | Vigilio Viloresi                          | Vlag van Italië              |
| Il maestro                                            | My Tennis Maestro                               | Andrea Di Stefano                         | Vlag van Italië              |
| 果てしなきスカーレット                                | Scarlet                                         | Mamoru Hosoda                             | Vlag van Japan               |
| Boşluğa xütbə                                         | Sermon to the Void                              | Hilal Baydarov                            | -                            |
| La valle dei sorrisi                                  | The Valley of Smiles                            | Paolo Strippoli                           | -                            |
| Non-fictie                                            |                                                 |                                           |                              |
| 回家                                                  | Back Home                                       | Tsai Ming-liang                           | Vlag van Taiwan              |
| Broken English                                        | Broken English                                  | Iain Forsyth en Jane Pollard              | Vlag van Verenigd Koninkrijk |
| Cover-Up                                              | Cover-Up                                        | Laura Poitras en Mark Obenhaus            | Vlag van Verenigde Staten    |
| Il diari di Angela - Noi due cineasti. capitolo terzo | Angela’s Diaries. Two Filmmakers. Chapter Three | Yervante Gianikian en Angela Ricci Lucchi | Vlag van Italië              |
| Director's Diary                                      | Director's Diary                                | Alexander Sokurov                         | -                            |
| Ferdinando Scianna - Il Fotografo dell'Ombra          |                                                 | Roberto Andò                              | Vlag van Italië              |
| Ghost Elephants                                       | Ghost Elephants                                 | Werner Herzog                             | Vlag van Verenigde Staten    |
| Kabul, Between Prayers                                | Kabul, Between Prayers                          | Aboozar Amini                             | -                            |
| Kim Novak's Vertigo                                   | Kim Novak's Vertigo                             | Alexandre O. Philippe                     | Vlag van Verenigde Staten    |
| Marc by Sofia                                         | Marc by Sofia                                   | Sofia Coppola                             | Vlag van Verenigde Staten    |
| بابا و القذافي                                        | My Father and Qaddafi                           | Jihan K                                   | -                            |
| Записки настоящего преступника                        | Notes of a True Criminal                        | Alexander Rodnyansky en Andriy Alferov    | -                            |
| Nuestra tierra                                        | Nuestra tierra                                  | Lucrecia Martel                           | -                            |
| Remake                                                | Remake                                          | Ross McElwee                              | Vlag van Verenigde Staten    |
| Силјан                                                | The Tale of Sylian                              | Tamara Kotevska                           | Vlag van Noord-Macedonië     |
| Film & muziek                                         |                                                 |                                           |                              |
| Francesco de Gregori Nevergreen                       | Francesco de Gregori Nevergreen                 | Stefano Pistolini                         | Vlag van Italië              |
| Newport and The Great Folk Dream                      | Newport and The Great Folk Dream                | Robert Gordon                             | Vlag van Verenigde Staten    |
| Nino. 18 Giorni                                       |                                                 | Toni d'Angelo                             | Vlag van Italië              |
| Piero Pelù Rumore Dentro                              |                                                 | Francesco Fei                             | Vlag van Italië              |
| Televisieseries                                       |                                                 |                                           |                              |
| Etty (6 afleveringen)                                 | Etty (6 afleveringen)                           | Hagai Levi                                | -                            |
| Il Mostro (4 afleveringen)                            | The Monster                                     | Stefano Sollima                           | Vlag van Italië              |
| Portobello (aflevering 1 en 2)                        | Portobello (aflevering 1 en 2)                  | Marco Bellocchio                          | -                            |
| Un Prophète (8 afleveringen)                          | A Prophet                                       | Enrico Maria Artale                       | Vlag van Frankrijk           |
| Korte films                                           |                                                 |                                           |                              |
| Boomerang Atomic                                      | Boomerang Atomic                                | Rachid Bouchareb                          | Vlag van Frankrijk           |
| How to Shoot a Ghost                                  | How to Shoot a Ghost                            | Charlie Kaufman                           | -                            |
| Origin, the Venetian Lagoon                           | Origin, the Venetian Lagoon                     | Yann Arthus-Bertrand                      | -                            |

### Horizons (Orizzonti)
De volgende films werden geselecteerd voor het Orizzonti-onderdeel van de internationale competitie.
| Originele titel          | Engelse titel              | Regisseur(s)               | Land                         |
| ------------------------ | -------------------------- | -------------------------- | ---------------------------- |
| Barrio Triste            | Barrio Triste              | Stillz                     | -                            |
| Komedie Elahi            | Divine Comedy              | Ali Asgari                 | -                            |
| En el Camino             | En el Camino               | David Pablos               | -                            |
| Otec                     | Father                     | Tereza Nvotová             | -                            |
| Funeral Casino Blues     | Funeral Casino Blues       | Roderick Warich            | Vlag van Duitsland           |
| Human Resource           | Human Resource             | Nawapol Thamrongrattanarit | Vlag van Thailand            |
| Hiedra                   | The Ivy                    | Ana Cristina Barragan      | -                            |
| Il rapimento di Arabella | The Kidnapping of Arabella | Carolina Cavalli           | Vlag van Italië              |
| Late Fame                | Late Fame                  | Kent Jones                 | Vlag van Verenigde Staten    |
| Hara Watan               | Lost Land                  | Akio Fujimoto              | -                            |
| Dinți de lapte           | Milk Teeth                 | Mihai Mincan               | -                            |
| Mother                   | Mother                     | Teona Strugar Mitevska     | -                            |
| Un Anno di scuola        | One Year of School         | Laura Samani               | -                            |
| Pin de Fartie            | Pin de Fartie              | Alejo Moguillansky         | Vlag van Argentinië          |
| Rose of Nevada           | Rose of Nevada             | Mark Jenkin                | Vlag van Verenigd Koninkrijk |
| Grand Ciel               | The Site                   | Akihiro Hata               | -                            |
| Songs of Forgotten Trees | Songs of Forgotten Trees   | Anuparna Roy               | Vlag van India               |
| The Souffleur            | The Souffleur              | Gastón Solnicki            | -                            |
| Estrany riu              | Strange River              | Jaume Claret Muxart        | -                            |

### Orizzontikortfilms-competitie
De volgende films werden geselecteerd voor de Orizzonti kortfilms-competitie.
| Originele titel                    | Engelse titel                        | Regisseur(s)                 | Land                      |
| ---------------------------------- | ------------------------------------ | ---------------------------- | ------------------------- |
| Coyotes                            | Coyotes                              | Said Zagha                   | -                         |
| The Curfew                         | The Curfew                           | Shehrezad Maher              | Vlag van Verenigde Staten |
| Je crois entendre encore           | I Hear It Still                      | Constance Bonnot             | Vlag van Frankrijk        |
| Kushta Mayn, la mia Costantinopoli | Kushta Mayn, My Constantinople       | Nicolò Folin                 | Vlag van Italië           |
| La ligne de vie                    | The Lifeline                         | Hugo Becker                  | Vlag van Frankrijk        |
| Lion Rock                          | Lion Rock                            | Nick Mayow en Prisca Bouchet | Vlag van Nieuw-Zeeland    |
| Merrimundi                         | Merrimundi                           | Niles Atallah                | Vlag van Chili            |
| Norheimsund                        | Norheimsund                          | Ana Alpizar                  | -                         |
| El Origen del Mundo                | The Origin of the World              | Jazmin Lopez                 | Vlag van Argentinië       |
| 螳螂                               | Praying Mantis                       | Joe Hsieh en Yonfan          | -                         |
| Saint Simeon                       | Saint Simeon                         | Olubunmi Ogunsola            | Vlag van Nigeria          |
| 又见炊烟                           | A Soil, A Culture, A River, A People | Viv Li                       | -                         |
| Nedostupni                         | Unavailable                          | Kyrylo Zemlyanyi             | -                         |
| Without Kelly                      | Without Kelly                        | Lovisa Sirén                 | Vlag van Zweden           |
| Buiten competitie                  |                                      |                              |                           |
| Rukeli                             | Rukeli                               | Alessandro Rak               | -                         |

### Venice Immersive
Dit onderdeel is volledig gewijd aan immersieve media, waaronder virtual reality en augmented reality. De volgende projecten werden geselecteerd voor dit onderdeel van de Biennale van Venetië.
| Engelse titel                                                                   | Originele titel                                                          | Regisseur(s)                                                      | Land                         |
| ------------------------------------------------------------------------------- | ------------------------------------------------------------------------ | ----------------------------------------------------------------- | ---------------------------- |
| 1968                                                                            | 1968                                                                     | Rose Bond                                                         | Vlag van Verenigde Staten    |
| 저녁 8시와 고양이                                                               | 8PM and the Cat                                                          | Minhyuk Che                                                       | Vlag van Zuid-Korea          |
| Alien Perspective                                                               | Alien Perspective                                                        | Jung Ah Suh en Cristina Rambaldi                                  | -                            |
| Asteroid                                                                        | Asteroid                                                                 | Doug Liman                                                        | -                            |
| The Big Cube                                                                    | The Big Cube                                                             | Menghui Huang                                                     | -                            |
| Black Cats & Chequered Flags                                                    | Black Cats & Chequered Flags                                             | Elisabetta Rotolo en Siobhan Mcdonnell                            |                              |
| Blur                                                                            | Blur                                                                     | Craig Quintero en Phoebe Greenberg                                | -                            |
| 雲在兩千米                                                                      | The Clouds are Two Thousand Meters Up                                    | Singing Chen                                                      | -                            |
| Collective Body                                                                 | Collective Body                                                          | Sarah Silverblatt-Buser                                           | -                            |
| Creation of the Worlds                                                          | Creation of the Worlds                                                   | Kristina Buozyté en Vitalijus Zukas                               | Vlag van Litouwen            |
| Danse Danse Danse – Matisse                                                     | Dance Dance Dance – Matisse                                              | Agnès Molia en Gordon                                             | Vlag van Frankrijk           |
| Dark Rooms                                                                      | Dark Rooms                                                               | Mads Damsbo, Laurits Flensted Jensen en Anne Sofie Steen Sverdrup | -                            |
| Eddie and I                                                                     | Eddie and I                                                              | Maya Shekel                                                       | -                            |
| Empathy Creatures                                                               | Empathy Creatures                                                        | Mélodie Mousset                                                   | Vlag van Zwitserland         |
| La fille qui explose VR                                                         | The Exploding Girl VR                                                    | Caroline Poggi en Jonathan Vinel                                  | -                            |
| Face Jumping                                                                    | Face Jumping                                                             | Danny Cannizzaro en Samantha Gorman                               | Vlag van Verenigde Staten    |
| The Great Escape                                                                | The Great Escape                                                         | Joren Vandenbroucke                                               | -                            |
| The Great Orator                                                                | The Great Orator                                                         | Daniel Ernst                                                      | Vlag van Nederland           |
| Heartbeat – Son coeur a trouvé sa cadence dans le silence des rencontres        | Heartbeat – Son coeur a trouvé sa cadence dans le silence des rencontres | Fanny Fortage                                                     | Vlag van Frankrijk           |
| If You See a Cat                                                                | If You See a Cat                                                         | Atsushi Wada                                                      | Vlag van Japan               |
| Less Than 5GR or Saffron                                                        | Less Than 5GR or Saffron                                                 | Négar Motevalymeidanshah                                          | Vlag van Frankrijk           |
| A Long Goodbye                                                                  | A Long Goodbye                                                           | Kate Voet en Victor Maes                                          | -                            |
| La Magie Opéra                                                                  | La Magie Opéra                                                           | Jonathan Astruc                                                   | Vlag van Frankrijk           |
| Mirage                                                                          | Mirage                                                                   | Naima Karim en Aleena Hanif                                       | -                            |
| 木兰2125                                                                        | Mulan2125                                                                | Mo Huang                                                          | Vlag van China               |
| Reflections of Little Red Dot                                                   | Reflections of Little Red Dot                                            | Chloé Lee                                                         | -                            |
| La Triste Histoire de la Petite Souris qui Voulait Absolument Devenir Quelqu'un | The Sad Story of the Little Mouse Who Wanted to Become Somebody          | Nicolas Bourniquel                                                | -                            |
| Sense of Nowhere                                                                | Sense of Nowhere                                                         | Hsin-Hsuan Yeh                                                    | -                            |
| L'Ombre                                                                         | The Shadow                                                               | Blanca Li en Édith Canat de Chizy                                 | -                            |
| The Time Before                                                                 | The Time Before                                                          | Leo Metcalf en Michael Golembewski                                | Vlag van Verenigd Koninkrijk |